# 19 de agosto
19 de agosto é o 231.º dia do ano no calendário gregoriano (232.º em anos bissextos). Faltam 134 dias para acabar o ano.

## Eventos históricos

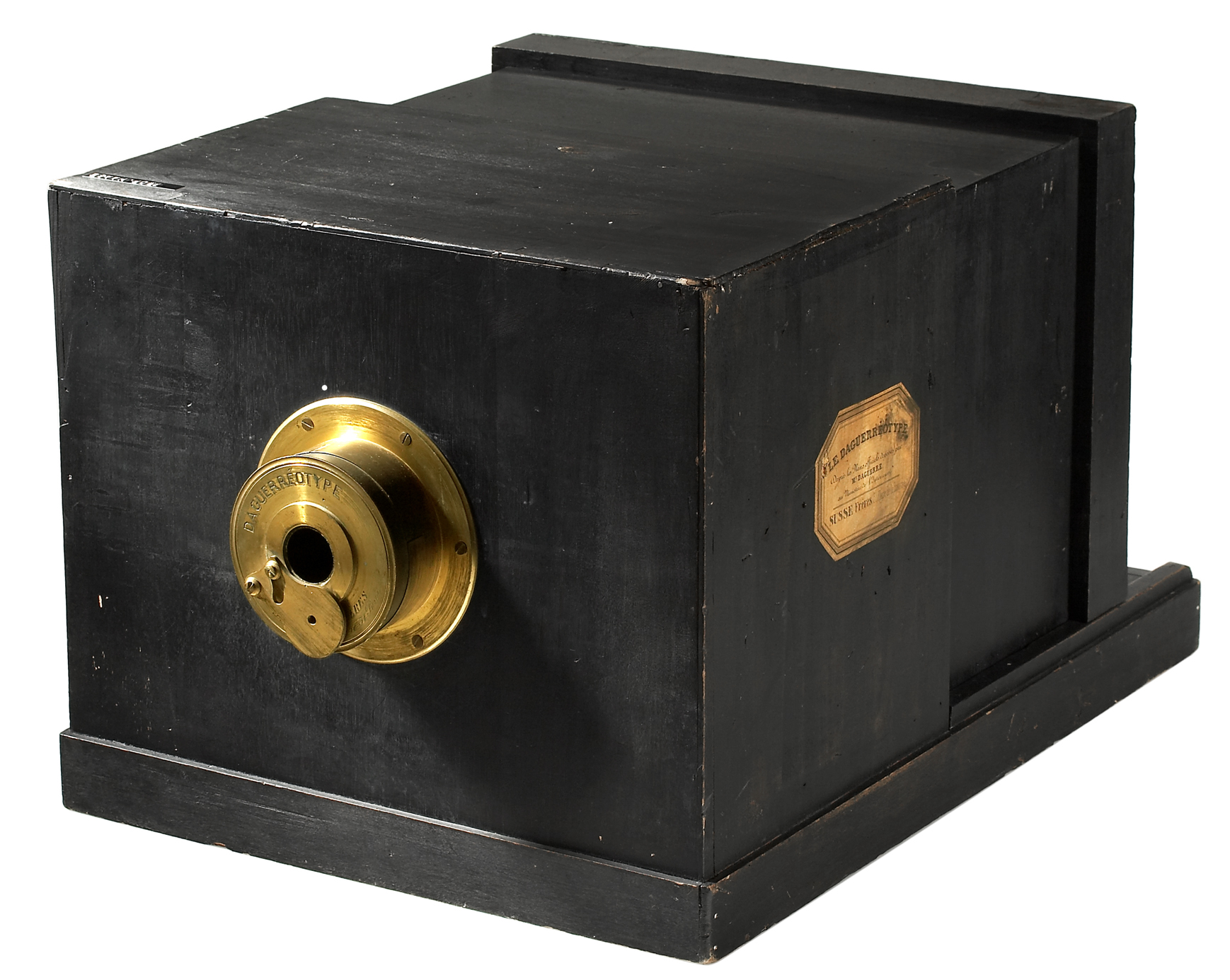
1839: Câmara de daguerreótipo

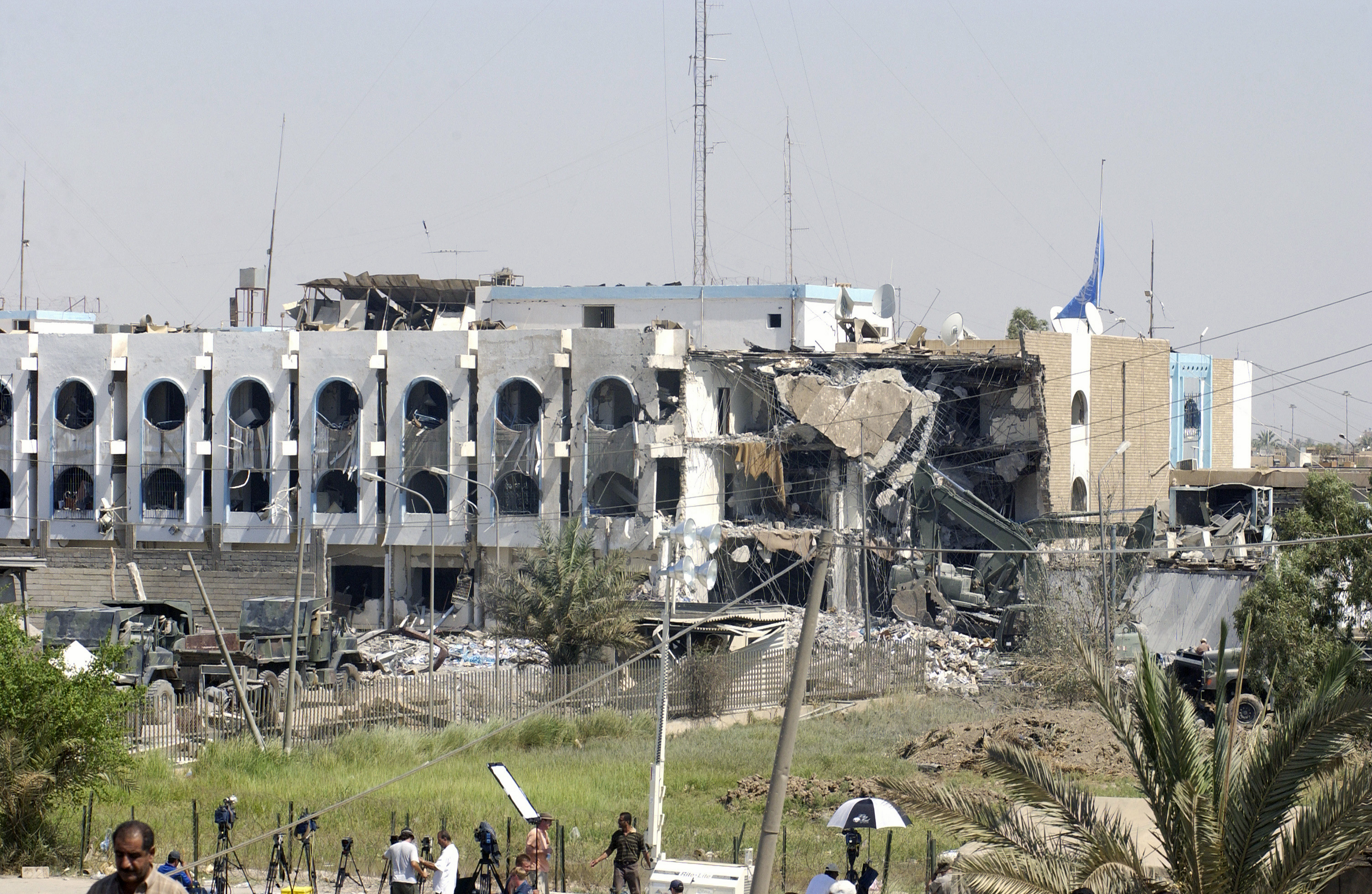
2003: Atentados contra o Hotel Canal

- 295 a.C. — O primeiro templo de Vênus, a deusa romana do amor, beleza e fertilidade, é dedicado por Quinto Fábio Máximo Gurges durante a Terceira Guerra Samnita.[1]
- 43 a.C. — Caio Júlio César Otaviano, mais tarde conhecido como Augusto, obriga o senado romano a eleger-lhe cônsul.
- 0014 — Depois de governar por 44 anos, o primeiro imperador do Império Romano, Augusto, morre. Seu enteado Tibério é seu sucessor.
- 1153 — Balduino III de Jerusalém captura Ascalão.
- 1247 — Eduardo I de Inglaterra e Leonor de Castela são coroados rei e rainha consorte da Inglaterra na Abadia de Westminster.
- 1458 — Papa Pio II é eleito o 211º Papa.
- 1561 — Maria, Rainha dos Escoceses, de 18 anos, retorna à Escócia após passar 13 anos na França.
- 1604 — Guerra dos Oitenta Anos: um exército holandês e inglês sitiante liderado por Maurício de Orange força a guarnição espanhola de Sluis a capitular.[2]
- 1666 — Segunda Guerra Anglo-Holandesa: o contra-almirante Robert Holmes lidera uma incursão na ilha holandesa de Terschelling, destruindo 150 navios mercantes, um ato mais tarde conhecido como "Fogueira de Holmes".
- 1692 — Bruxas de Salém: em Salém, na Província da Baía de Massachusetts, cinco pessoas, uma mulher e quatro homens, incluindo um clérigo, são executados após terem sido condenados por bruxaria.
- 1759 — Batalha de Lagos: batalha naval durante a Guerra dos Sete Anos entre a Grã-Bretanha e a França.
- 1772 — Gustavo III da Suécia encena um golpe de estado, no qual assume o poder e promulga uma nova constituição que divide o poder entre o Riksdag e o Rei.[3]
- 1782 — Guerra Revolucionária Americana: Batalha de Blue Licks: o último grande confronto da guerra, quase dez meses após a rendição do comandante britânico Charles Cornwallis após o Cerco de Yorktown.
- 1812 — Guerra de 1812: a fragata americana USS Constitution derrota a fragata britânica HMS Guerriere na costa da Nova Escócia, Canadá, ganhando o apelido de "Old Ironsides".
- 1813 — Gervasio Antonio de Posadas ingressa no Segundo Triunvirato da Argentina.
- 1831 — Império do Brasil: José Bonifácio de Andrada e Silva prestou juramento perante o Senado como tutor eleito de D. Pedro II.
- 1839 — O governo francês anuncia que o processo fotográfico de Louis Daguerre é um presente "gratuito para o mundo".
- 1848 — Corrida do ouro na Califórnia: o New York Herald dá a notícia para a Costa Leste dos Estados Unidos da corrida do ouro na Califórnia (embora a corrida tenha começado em janeiro).
- 1917 — 4.ª aparição de Nossa Senhora em Fátima (Ourém), Portugal.
- 1927 — O Patriarca Sérgio de Moscou proclama a declaração de lealdade da Igreja Ortodoxa Russa à União Soviética.
- 1934 — O referendo alemão de 1934 aprova a nomeação de Adolf Hitler como chefe de Estado com o título de Führer.
- 1936 — O Grande Expurgo da União Soviética começa quando o primeiro dos Julgamentos de Moscou é convocado.
- 1940 — Primeiro voo do bombardeiro médio B-25 Mitchell.
- 1941 — Alemanha e Romênia assinam o Acordo de Tiraspol, tornando a região da Transnístria sob controle deste último.[4]
- 1942 — Segunda Guerra Mundial: Batalha de Dieppe: a 2ª Divisão de Infantaria Canadense lidera um ataque anfíbio das forças aliadas em Dieppe, França e falha, muitos canadenses são mortos ou capturados. A operação pretendia desenvolver e experimentar novas táticas de desembarque anfíbio para a próxima invasão total na Normandia.
- 1944 — Segunda Guerra Mundial: Liberação de Paris: Paris, França, se rebela contra a ocupação alemã com a ajuda das tropas aliadas.
- 1945 — Revolução de Agosto: o Việt Minh, liderado por Ho Chi Minh, assume o poder em Hanói, Vietnã.
- 1953 — Guerra Fria: a CIA e o MI6 ajudam a derrubar o governo de Mohammed Mossadegh no Irã e restabelecer o Xá Mohammad Reza Pahlavi.
- 1955 — No nordeste dos Estados Unidos, uma forte inundação causada pelo furacão Diane, ceifa 200 vidas
- 1960
  - Guerra Fria: em Moscou, Rússia, Francis Gary Powers, o piloto americano do avião espião da CIA U-2, abatido enquanto sobrevoava a União Soviética, é condenado a dez anos de prisão por espionagem.
  - Programa Sputnik: Korabl-Sputnik 2: a União Soviética lança o satélite com os cães Belka e Strelka, 40 camundongos, dois ratos e uma variedade de plantas.
- 1964 — Lançamento do Syncom 3, o primeiro satélite de comunicação geoestacionário.
- 1965 — O primeiro-ministro japonês Eisaku Satō torna-se o primeiro primeiro-ministro após a Segunda Guerra Mundial a visitar a Prefeitura de Okinawa.
- 1969 — Fundada a Embraer, Empresa Brasileira de Aeronáutica, terceira maior fabricante mundial de aviões, e que teve como seu primeiro produto o EMB-110 Bandeirante.
- 1978 — No Irã, o incêndio no Cinema Rex causa mais de 400 mortes.
- 1980 — Voo Saudia 163, um Lockheed L-1011 TriStar pega fogo após fazer um pouso de emergência no Aeroporto Internacional Rei Khalid em Riad, Arábia Saudita, matando 301 pessoas.
- 1981
  - Incidente no Golfo de Sidra: caças dos Estados Unidos interceptam e abatem dois jatos de combate Sukhoi Su-22 da Líbia sobre o Golfo de Sidra.
  - O Sistema Brasileiro de Televisão, o SBT, é fundado pelo empresário Silvio Santos, na Grande São Paulo.
- 1989
  - O presidente polonês Wojciech Jaruzelski nomeia o ativista do Solidariedade Tadeusz Mazowiecki para ser o primeiro primeiro-ministro não comunista em 42 anos.
  - Várias centenas de alemães orientais atravessam a fronteira entre a Hungria e a Áustria durante o Piquenique Pan-Europeu, parte dos eventos que iniciaram o processo da Queda do Muro de Berlim.
- 1991 — Dissolução da União Soviética: Golpe de Agosto: o presidente soviético Mikhail Gorbatchov é colocado em prisão domiciliar durante suas férias na cidade de Foros, na Ucrânia.
- 1999 — Em Belgrado, Iugoslávia, dezenas de milhares de sérvios se reúnem para exigir a renúncia do presidente da República Federal da Iugoslávia, Slobodan Milošević.
- 2002 — Um helicóptero russo Mil Mi-26 transportando tropas é atingido por um míssil checheno fora de Grózni, matando 127 soldados.[5]
- 2003 — Um ataque com carro-bomba contra a sede das Nações Unidas no Iraque mata o principal representante da agência, Sérgio Vieira de Mello, e outros 21 funcionários.
- 2010 — A Operação Liberdade do Iraque termina, com a última das equipes de combate da brigada dos Estados Unidos cruzando a fronteira para o Kuwait.
- 2021 — Foi reproclamado o governo do Emirado Islâmico do Afeganistão.
- 2023 — A Sonda lunar russa Luna 25 colide com a superfície da Lua.

## Nascimentos

Madame du Barry

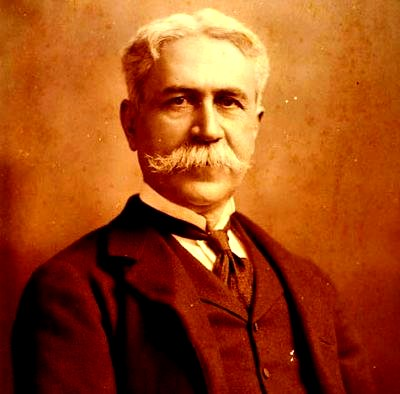
Joaquim Nabuco

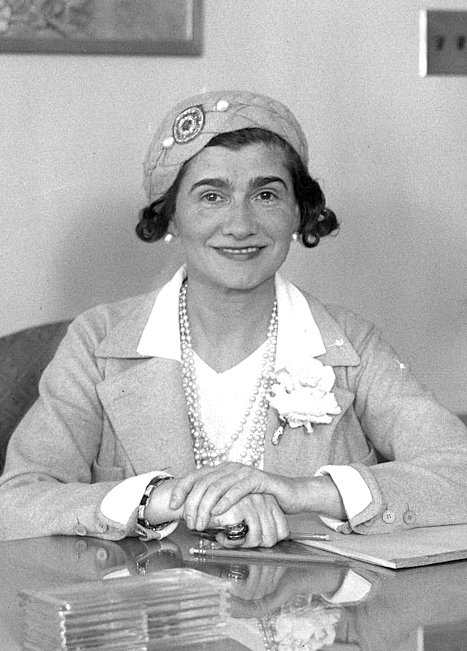
Coco Chanel

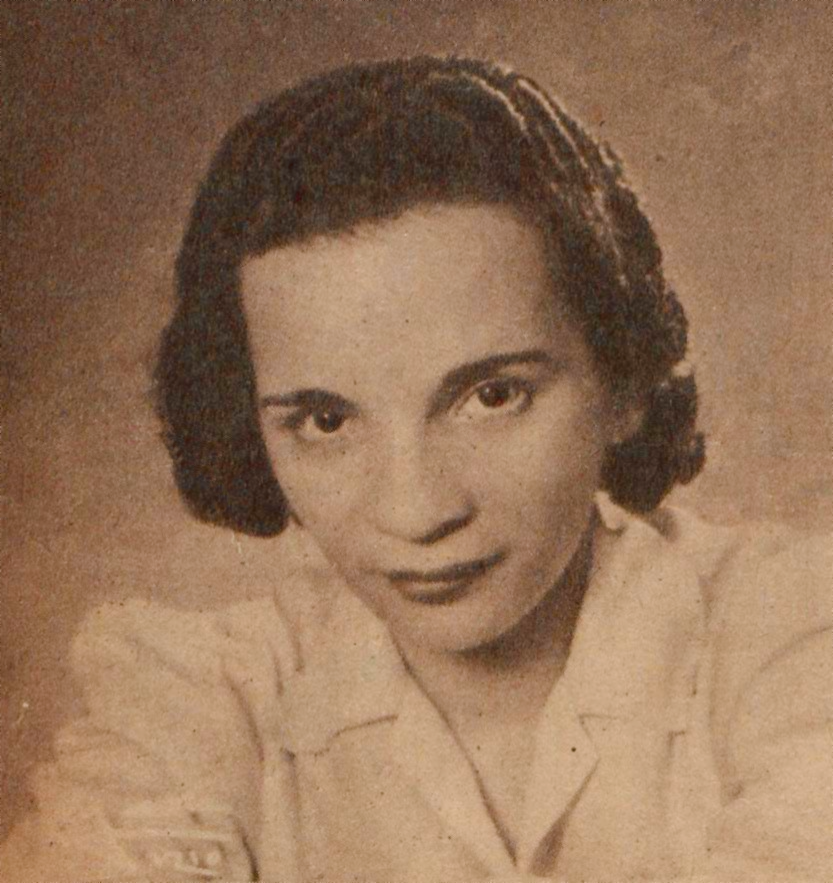
Aracy de Almeida

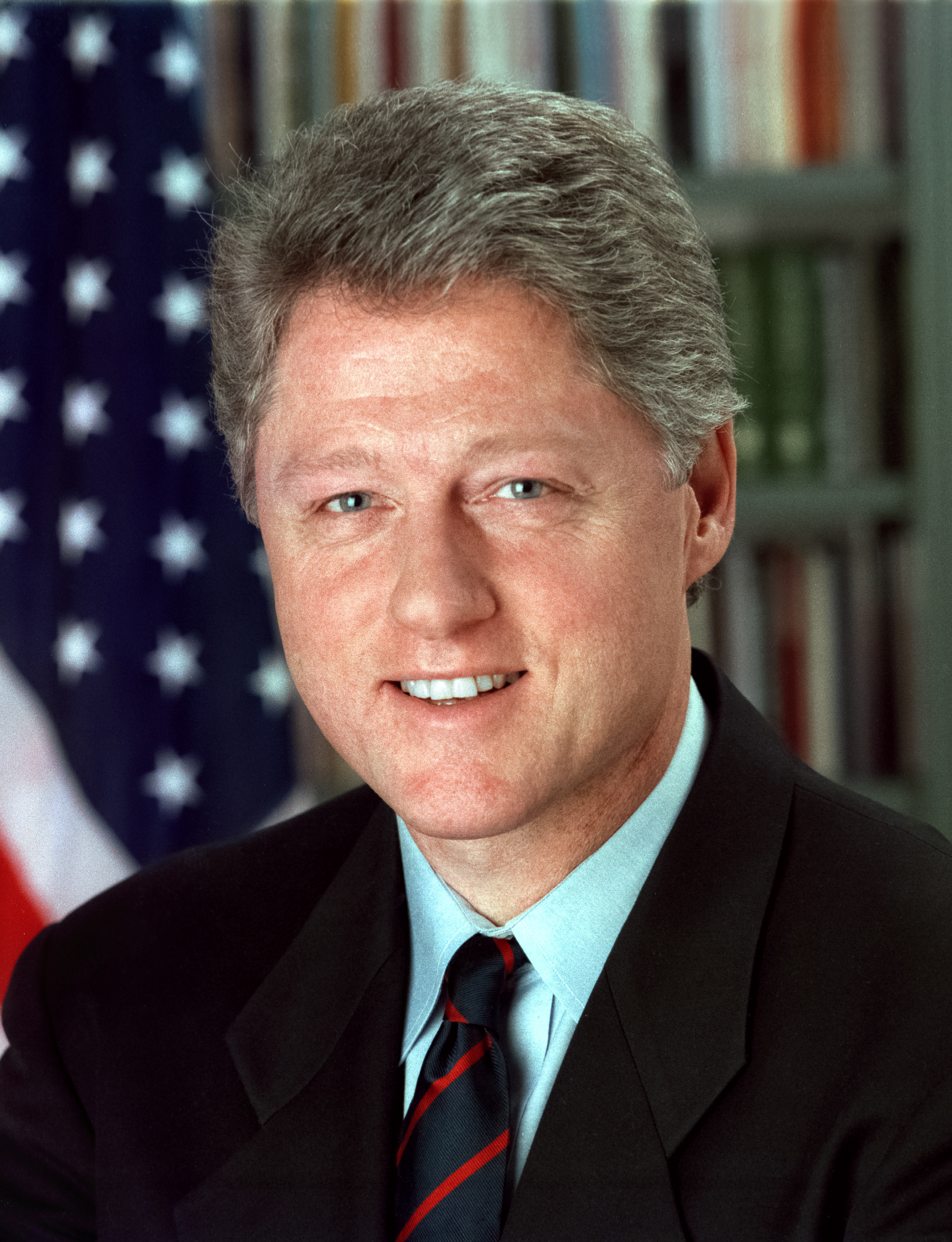
Bill Clinton

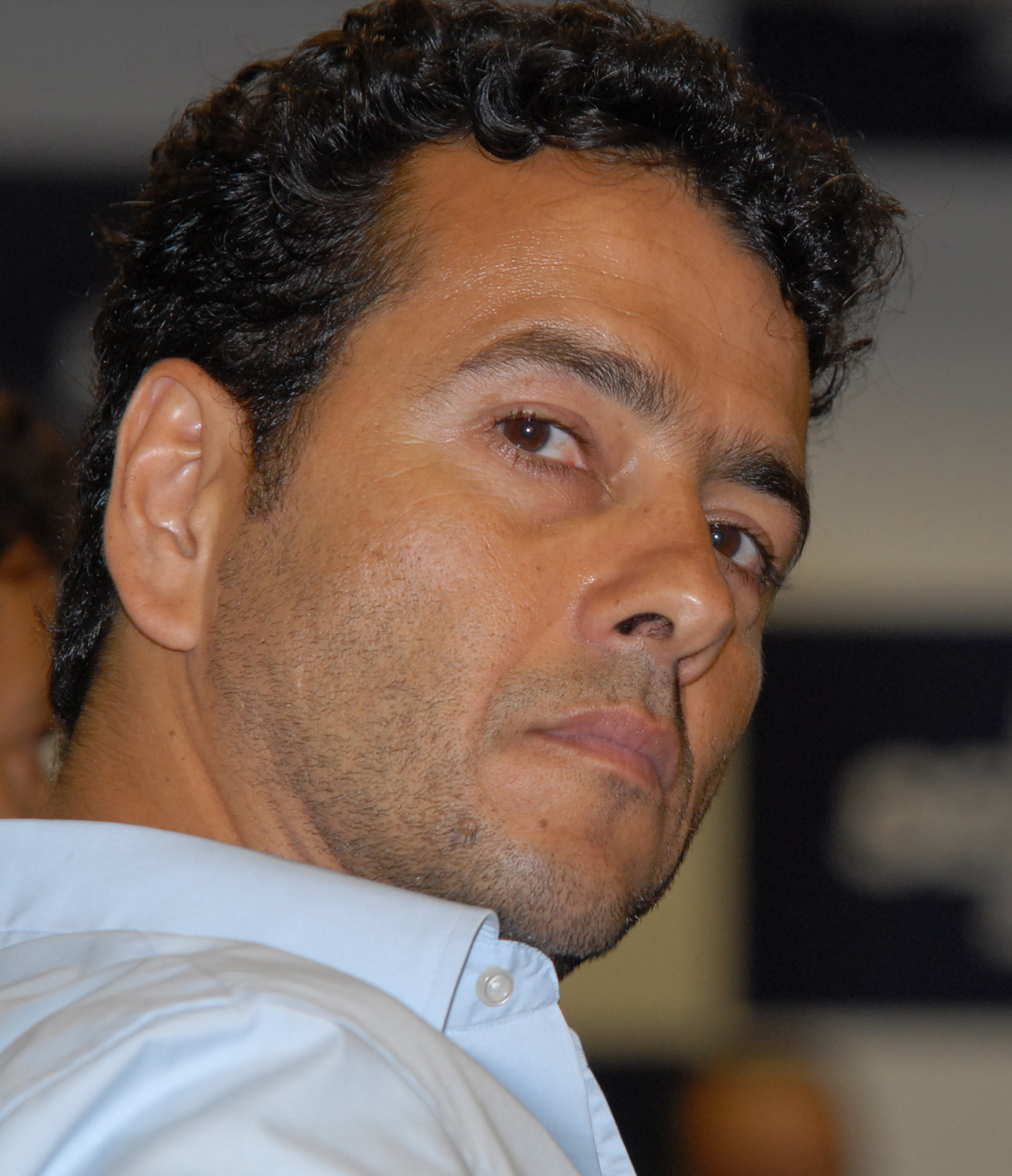
Marcos Palmeira

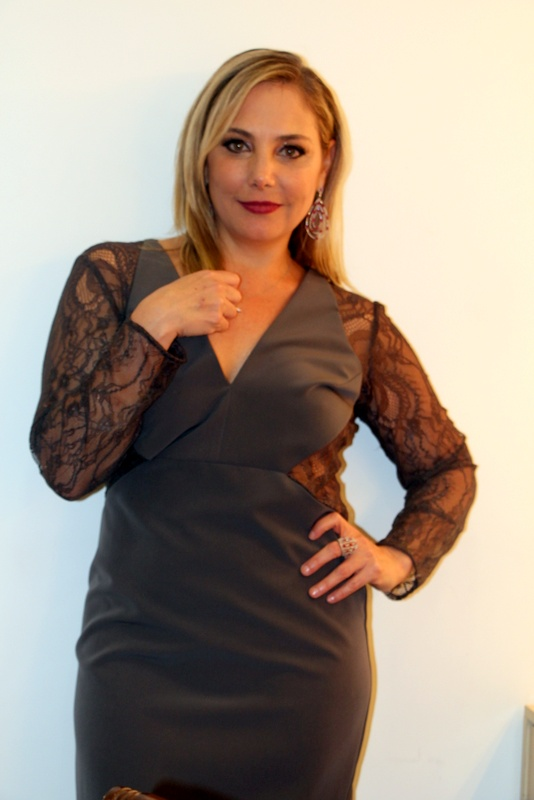
Heloísa Périssé

### Anteriores ao século XIX
- 0232 — Probo, imperador romano (m. 282).
- 1398 — Íñigo López de Mendoza, 1.º Marquês de Santillana, poeta espanhol (m. 1458).
- 1557 — Frederico I, Duque de Württemberg (m. 1608).
- 1596 — Isabel Stuart, Rainha da Boêmia (m. 1662).
- 1646 — John Flamsteed, astrônomo britânico (m. 1719).
- 1689 — Samuel Richardson, escritor inglês (m. 1761).
- 1700 — Casimiro de São José Wyszynski, beato polaco (m. 1755).
- 1743 — Madame du Barry, cortesã francesa (m. 1793).
- 1745 — Johan Gottlieb Gahn, químico sueco (m. 1818).
- 1777 — Francisco I das Duas Sicílias (m. 1830).
- 1778 — Sofia de Saxe-Coburgo-Saalfeld (m. 1835).
- 1780 — Pierre Jean de Béranger, poeta, libretista e músico francês (m. 1857).

### Século XIX
- 1816 — Augusto Teixeira de Freitas, jurista brasileiro (m. 1883).
- 1830 — Julius Lothar Meyer, químico alemão (m. 1895).
- 1845 — Edmond de Rothschild, banqueiro francês (m. 1934).
- 1848 — Gustave Caillebotte, pintor francês (m. 1894).
- 1849 — Joaquim Nabuco, político e diplomata brasileiro (m. 1910).
- 1851 — François Schollaert, político belga (m. 1917).
- 1855 — Linda Malnati, sindicalista, ativista e educadora italiana (m. 1921).
- 1862 — Maurice Barrès, escritor e político francês (m. 1923).
- 1870 — Bernard Baruch, financista estadunidense (m. 1965).
- 1878 — Manuel L. Quezon, político filipino (m. 1944).
- 1881 — George Enescu, compositor, músico e maestro romeno (m. 1955).
- 1883
  - Coco Chanel, estilista francesa (m. 1971).
  - José Mendes Cabeçadas, político e militar português (m. 1965).
- 1885 — Betsie ten Boom, contadora e cristã reformada neerlandesa (m. 1944).
- 1890
  - Rudolf von Bünau, militar alemão (m. 1962).
  - Augusta Vitória de Hohenzollern-Sigmaringen (m. 1966).
- 1891 — Milton L. Humason, astrônomo estadunidense (m. 1972).
- 1893 — Axel Pehrsson-Bramstorp, político sueco (m. 1954).
- 1896 — Alda Garrido, atriz brasileira (m. 1970).
- 1897
  - Roman Vishniac, fotógrafo e microbiologista russo-estadunidense (m. 1990).
  - Peter Högl, militar alemão (m. 1945).
- 1898 — Francisco Alves, ator e músico brasileiro (m. 1952).
- 1900 — Gilbert Ryle, filósofo britânico (m. 1976).

### Século XX

#### 1901–1950
- 1902 — Ogden Nash, poeta estadunidense (m. 1971).
- 1904 — José Castelli, futebolista e treinador de futebol brasileiro (m. 1984).
- 1906 — Philo Farnsworth, inventor estadunidense (m. 1971).
- 1909 — Jerzy Andrzejewski, escritor polonês (m. 1983).
- 1910 — Afonsa Muttathupadathu, santa católica indiana (m. 1946).
- 1914
  - Aracy de Almeida, cantora brasileira (m. 1988).
  - Lajos Baróti, treinador de futebol húngaro (m. 2005).
  - Maurice Bourgès-Maunoury, político francês (m. 1993).
- 1916
  - Dennis Poore, automobilista britânico (m. 1987).
  - Marie Wilson, atriz estadunidense (m. 1972).
- 1918 — Shankar Dayal Sharma, político indiano (m. 1999).
- 1921 — Gene Roddenberry, produtor de televisão estadunidense (m. 1991).
- 1922
  - Léopold Anoul, futebolista e treinador de futebol belga (m. 1990).
  - Hernán Carvallo, futebolista chileno (m. 2011).
- 1924 — Willard Boyle, físico canadense (m. 2011).
- 1926
  - Arthur Rock, empresário estadunidense.
  - Annie Palmen, cantora neerlandesa (m. 2000).
  - Luis Bordón, músico paraguaio (m. 2006).
  - António Brás Monteiro, empresário português (m. 2023).
  - Johnny Boyd, automobilista estadunidense (m. 2003).
- 1929 — Haroldo de Campos, poeta e tradutor brasileiro (m. 2003).
- 1930 — Frank McCourt, escritor irlandês-estadunidense (m. 2009).
- 1932 — Rolf Graf, ciclista suíço (m. 2019).
- 1933 — Debra Paget, atriz estadunidense.
- 1934 — Renée Richards, ex-tenista estadunidense.
- 1935
  - Tereza Rachel, atriz e produtora brasileira (m. 2016).
  - Story Musgrave, médico e astronauta norte-americano.
- 1936 — Pedrinho Mattar, pianista brasileiro (m. 2007).
- 1937 — Richard Møller Nielsen, futebolista e treinador de futebol dinamarquês (m. 2014).
- 1938
  - Diana Muldaur, atriz estadunidense.
  - Ove Olsson, ex-futebolista sueco.
  - Valentin Mankin, velejador ucraniano (m. 2014).
- 1939
  - Alan Baker, matemático britânico (m. 2018).
  - Max Lorenz, ex-futebolista alemão.
  - Fuad Gabriel Chucre, político brasileiro (m. 2023).
  - Ginger Baker, músico britânico (m. 2019).
- 1940
  - Jill St. John, atriz estadunidense.
  - Johnny Nash, cantor estadunidense (m. 2020).
- 1941 — Marcelo Pagani, ex-futebolista argentino.
- 1942 — Fred Thompson, ator, jurista e político estadunidense (m. 2015).
- 1943 — Billy J. Kramer, cantor britânico.
- 1944
  - Hugo Gatti, futebolista argentino (m. 2025).
  - Mordechai Spiegler, ex-futebolista israelense.
  - Yang Seung-kook, ex-futebolista norte-coreano.
- 1945
  - Ian Gillan, cantor britânico.
  - Sandro de América, cantor e ator argentino (m. 2010).
  - Charles Wellesley, 9.º Duque de Wellington.
- 1946
  - Bill Clinton, político estadunidense.
  - Beat Raaflaub, maestro suíço.
  - Filipe Erasmo de Liechtenstein.
- 1947 — Gerald McRaney, ator estadunidense.
- 1948
  - Jim Carter, ator britânico.
  - Toshio Suzuki, produtor de animes japonês.
- 1950 — Muhammad Mian Soomro, banqueiro e político paquistanês.

#### 1951–2000
- 1951
  - John Deacon, músico britânico.
  - Jean-Luc Mélenchon, político francês.
  - Gustavo Santaolalla, compositor argentino.
  - Ana Miranda, atriz brasileira.
- 1952
  - Jonathan Frakes, ator e cineasta estadunidense.
  - Milton Hatoum, escritor e tradutor brasileiro.
- 1953 — Nanni Moretti, ator, cineasta e produtor de filmes italiano.
- 1954 — Oscar Larrauri, ex-automobilista argentino.
- 1955
  - Peter Gallagher, ator, músico e escritor estadunidense.
  - Apisai Ielemia, político tuvaluano (m. 2018).
- 1956
  - Hassan Nazari, ex-futebolista iraniano.
  - Sergio Brio, ex-futebolista e treinador de futebol italiano.
- 1957
  - Cesare Prandelli, ex-futebolista e treinador de futebol italiano.
  - Martin Donovan, ator estadunidense.
  - Rudolf Bommer, ex-futebolista e treinador de futebol alemão.
- 1958 — Brendan Nelson, político australiano.
- 1959 — Rick Snyder, empresário e político norte-americano.
- 1960 — Paul Satterfield, ator estadunidense.
- 1961
  - Kátya Chamma, compositora, cantora e poetisa brasileira.
  - Reinaldo Azevedo, jornalista brasileiro.
  - Christiane Tricerri, atriz brasileira.
  - Frédéric Antonetti, ex-futebolista e treinador de futebol francês.
  - Ville Virtanen, ator finlandês.
- 1962 — Michael Massimino, astronauta norte-americano.
- 1963
  - John Stamos, ator estadunidense.
  - Marcos Palmeira, ator brasileiro.
  - Hector Pieterson, ativista sul-africano (m. 1976).
  - Joey Tempest, músico sueco.
- 1964 — Axel Roos, ex-futebolista alemão.
- 1965
  - Maria de Medeiros, atriz e cineasta portuguesa.
  - Rubens Caribé, ator brasileiro (m. 2022).
  - Josef Bucher, político austríaco.
  - Kyra Sedgwick, atriz estadunidense.
  - Augustine Eguavoen, ex-futebolista e treinador de futebol nigeriano.
  - Kevin Dillon, ator norte-americano.
- 1966
  - Heloísa Périssé, atriz brasileira.
  - Nando Cunha, ator brasileiro.
  - Lilian Garcia, cantora estadunidense.
  - Saleh al-Arouri, militar e político palestino (m. 2024).
- 1967
  - Saeed Al-Owairan, ex-futebolista saudita.
  - Abdellah Bidane, ex-futebolista marroquino.
- 1968
  - Nikolaos Kaklamanakis, velejador grego.
  - Roger Freestone, ex-futebolista britânico.
- 1969
  - Matthew Perry, ator estadunidense (m. 2023).
  - Nate Dogg, rapper estadunidense (m. 2011).
- 1970 — Fat Joe, rapper estadunidense.
- 1971
  - João Vieira Pinto, ex-futebolista português.
  - Mary Joe Fernández, ex-tenista estadunidense.
  - Belô Velloso, cantora e compositora brasileira.
  - Giovanni Martusciello, ex-futebolista e treinador de futebol italiano.
  - Miguel Ponce, ex-futebolista e treinador de futebol chileno.
- 1972
  - Roberto Abbondanzieri, ex-futebolista argentino.
  - Greg Bryk, ator canadense.
- 1973
  - Penélope Nova, apresentadora de televisão brasileira.
  - Marco Materazzi, ex-futebolista e treinador de futebol italiano.
  - Mette-Marit, Princesa Herdeira da Noruega.
  - Rodrigo Pérez, ex-futebolista chileno.
- 1974
  - Sergei Ryjikov, astronauta russo.
  - Yoshika Matsubara, ex-futebolista e treinador de futebol japonês.
- 1975 — Tracie Thoms, atriz estadunidense.
- 1977
  - Ricco Rodriguez, lutador estadunidense de artes marciais mistas.
  - Sara Martins, atriz portuguesa.
  - Callum Blue, ator britânico.
- 1978
  - Ana Paula Tabalipa, atriz brasileira.
  - François Modesto, ex-futebolista francês.
  - Walter Baseggio, ex-futebolista belga.
- 1979
  - Andrea Coppolino, ginasta italiano.
  - Lúcio Antônio Chamon Junior, jurista brasileiro.
  - Tâmis Parron, historiador brasileiro.
- 1980
  - Carlos Gurpegui, ex-futebolista espanhol.
  - Orlando von Einsiedel, cineasta britânico.
  - Adrian Lulgjuraj, cantor albanês.
- 1981
  - Moreno, ex-futebolista português.
  - Carlos Frontini, ex-futebolista argentino.
  - Ahmed Al Alwany, ex-futebolista líbio.
  - Ricardo Ribeiro, músico português.
  - Márton Szívós, jogador de polo aquático húngaro.
- 1982
  - Erika Christensen, atriz estadunidense.
  - Stipe Miočić, lutador estadunidense de artes marciais mistas.
  - Melissa Fumero, atriz estadunidense.
- 1983
  - Mike Conway, automobilista britânico.
  - Missy Higgins, cantora australiana.
  - Tammin Sursok, atriz e cantora sul-africana.
  - Reeva Steenkamp, modelo sul-africana (m. 2013).
- 1984
  - André Rocha, ex-futebolista brasileiro.
  - Alessandro Matri, ex-futebolista italiano.
  - Patty Cardenas, jogadora de polo aquático norte-americana.
  - Ryan Taylor, ex-futebolista britânico.
  - Miguel Flaño, ex-futebolista espanhol.
- 1985
  - Lindsey Jacobellis, snowboarder estadunidense.
  - Daniela Herrero, cantora e atriz argentina.
  - Leyti N'Diaye, ex-futebolista senegalês.
  - Nicolás Fedor, futebolista venezuelano.
  - Jorge Iggor, narrador esportivo brasileiro.
- 1986
  - Sueliton Pereira, ex-futebolista brasileiro.
  - Rúben Micael, ex-futebolista português.
  - Lehlohonolo Majoro, futebolista sul-africano.
  - Christina Perri, cantora estadunidense.
  - Sebastián Sosa, futebolista uruguaio.
- 1987
  - Nico Hülkenberg, automobilista alemão.
  - Richard Stearman, ex-futebolista britânico.
  - Kaj Hendriks, remador neerlandês.
- 1988
  - Travis Tedford, ator estadunidense.
  - Viktoriya Kutuzova, ex-tenista ucraniana.
  - Hoodie Allen, rapper estadunidense.
  - Kévin Monnet-Paquet, ex-futebolista francês.
  - Issiaka Ouédraogo, futebolista burquinês.
- 1989
  - Raúl Castro Peñaloza, futebolista boliviano.
  - Julianna Peña, lutadora norte-americana de artes marciais mistas.
  - Maciej Rybus, futebolista polonês.
- 1990 — Florentin Pogba, futebolista guineano.
- 1991
  - Kalidou Yero, futebolista senegalês.
  - Ali Ahamada, futebolista comorense.
  - Alberto Brignoli, futebolista italiano.
  - Salem Al-Dawsari, futebolista saudita.
- 1992 — Estelle Mossely, pugilista francesa.
- 1993
  - Alan Ruiz, futebolista argentino.
  - Kenan Kodro, futebolista bósnio.
- 1994
  - Alexis Raynaud, atirador esportivo francês.
  - Nafissatou Thiam, atleta belga.
  - Nick Cassidy, automobilista neozelandês.
  - Jake Matthews, lutador australiano de artes marciais mistas.
- 1995
  - Bona, cantora e atriz sul-coreana.
  - Juan Francisco Guevara, motociclista espanhol.
  - Velveteen Dream, lutador profissional norte-americano.
  - Cristiano Lombardi, futebolista italiano.
  - Lukas Aukštikalnis, jogador de basquete lituano.
- 1996
  - Kennedy Goss, nadadora canadense.
  - Almoez Ali, futebolista catari.
  - Vitaly Skakun, militar ucraniano (m. 2022).
- 1997
  - Adrien Costa, ciclista norte-americano.
  - Florian Wellbrock, nadador alemão.
  - Cleiton, futebolista brasileiro.
- 1998
  - Sandra Alonso, ciclista espanhola.
  - Eric Fagúndez, ciclista uruguaio.
- 1999
  - Ethan Cutkosky, ator estadunidense.
  - Florentino Luís, futebolista português.
- 2000
  - Keegan Murray, jogador de basquete norte-americano.
  - Felix Engelhardt, ciclista alemão.

### Século XXI
- 2002
  - Brighton Sharbino, atriz estadunidense.
  - Nathan, futebolista brasileiro.

## Mortes

### Anteriores ao século XX
- 0014 — Augusto, imperador romano (n. 63 a.C.).
- 1186 — Godofredo II da Bretanha, duque da Bretanha (n. 1158).
- 1245 — Raimundo Berengário IV da Provença (n. 1198).
- 1284 — Afonso, Conde de Chester (n. 1273).
- 1457 — Andrea del Castagno, pintor italiano (n. 1421).
- 1493 — Frederico III do Sacro Império Romano-Germânico (n. 1415).
- 1506 — Alexandre Jagelão da Polônia (n. 1461).
- 1662 — Blaise Pascal, filósofo, físico e matemático francês (n. 1623).
- 1680 — João Eudes, santo católico francês (n. 1601).
- 1805 — Barry Yelverton, juiz e político irlandês (n. 1736).
- 1814 — Gustaf Mauritz Armfelt, cortesão e diplomata finlandês (n. 1757).

### Século XX
- 1914 — Franz Xavier Wernz, religioso alemão (n. 1842).
- 1923 — Vilfredo Pareto, político, sociólogo e economista italiano (n. 1848).
- 1975 — Mark Donohue, automobilista estadunidense (n. 1937).
- 1980 — Eric John Underwood, cientista australiano (n. 1905).
- 1986 — Hermione Baddeley, atriz inglesa (n. 1906).
- 1987 — Hayden Rorke, ator norte-americano (n. 1910).
- 1991 — Tio Bilia, compositor e gaiteiro brasileiro (n. 1906).
- 1994 — Linus Pauling, químico estadunidense (n. 1901).
- 1996
  - Torresmo, palhaço brasileiro (n. 1918).
  - Jofre Soares, ator brasileiro (n. 1917).

### Século XXI
- 2001 — Gilberto Martinho, ator brasileiro (n. 1927).
- 2002 — Eduardo Chillida, escultor espanhol (n. 1924).
- 2003
  - Sérgio Vieira de Mello, diplomata brasileiro (n. 1948).
  - Carlos Roberto Reina, político hondurenho (n. 1926).
  - Jean-Sélim Kanaan, diplomata egípcio (n. 1970).
- 2006 — Óscar Míguez, futebolista uruguaio (n. 1927).
- 2008 — Levy Mwanawasa, político zambiano (n. 1948).
- 2013
  - Abdul Rahim Hatef, político afegão (n. 1926).
  - Lee Thompson Young, ator norte-americano (n. 1984).
- 2016 — Mohammad Ali Samatar, militar e político somali (n. 1931).
- 2022 — Orlando Costa, ator português (n. 1948).
- 2023 — Ron Cephas Jones, ator americano (n. 1957).

## Feriados e eventos cíclicos

### Internacional
- Dia Mundial Humanitário
- Dia Mundial da Fotografia

### Brasil
- Dia Nacional do Orgulho Lésbico
- Dia do Historiador
- Dia da Integração Jurídica Latino-Americana
- Dia Nacional do Artista de Teatro
- Dia Nacional do Ciclista
- Aniversário da cidade de Vianópolis, Goiás
- Aniversário das cidades de João Dias e Pilões, Rio Grande do Norte

### Cristianismo
- João Eudes
- Luís de Tolosa
- Magino de Tarragona
- Magno de Anagni

## Outros calendários
- No calendário romano era o 14.º dia (XIV) antes das calendas de setembro.
- No calendário litúrgico tem a letra dominical G para o dia da semana.
- No calendário gregoriano a epacta do dia é vi.